# Democratic Voice of Burma
Democratic Voice of Burma (ou DVB) est une organisation à but non lucratif basée à Oslo, en Norvège. Tenue par des expatriés birmans, elle produit des programmes de radio et de télévision pour fournir une information libre à la Birmanie.
DVB commence à émettre vers la Birmanie en juillet 1992. En 2007 cet organisme diffuse deux heures quotidiennes de programmes par les ondes courtes. Le 28 mai 2005 DVB lance sa diffusion par satellite en Birmanie, espérant être reçue de 10 millions de personnes dans ce pays. Cet effort fut financé par des organisations non gouvernementales comme Free voice of the Nederlands, National Endowment for Democracy et Freedom of Expression Foundation.